# Joaquín Fernández de Córdoba
Marchese Joaquín Fernández de Córdoba (Madrid, 22 aprile 1787 – Madrid, 1º ottobre 1871) è stato un generale e senatore spagnolo.
Fu signore di Parla, signore di Valdepusa, duca di Arion e Grande di Spagna, che ebbe gli incarichi di cavallerizzo maggiore e Sommelier de Corps della regina Isabella II.

## Famiglia
Era figlio di Manuel Antonio Fernández de Córdova y Pimentel, marchese di Malpica e di Maria del Carmen Pacheco Tellez-Girón, il cui titolo, nel 1775, era stato convertito in duchessa di Arión.
Aveva molti contatti famigliari a Corte. Senza andar troppo lontano, suo nonno paterno, duca di Medinaceli, deceduto nel 1789, era stato Maggiordomo maggiore di re di Spagna Carlo III, capo della sua Casa Reale e, prima, Cavaliere maggiore della regina vedova Elisabetta Farnese e del principe delle Asturie Carlo IV di Spagna.

## Biografia
Nel 1793 fu nominato capitano del Reggimento di fanteria degli Ordini militari, che comandava suo padre, e, nel 1799, fu trasferito al Reggimento di fanteria di Malaga. Alla morte del marchese di Malpica nel 1805, Joaquín ne ereditò il titolo. Nella giornata della Rivolta del due di maggio combatté di fronte a un pugno di contadini sul ponte di Toledo per poi marciare con l'esercito dell'Estremadura, essendo salito al grado di colonnello di cavalleria.
Partecipó a varie azioni contro le truppe francesi nel marzo 1809 e fu nominato brigadiere l'8 aprile del 1810. Partecipó alla battaglia di Talavera nel 1809 e a quella di Ocaña. Nell'agosto del 1811 fu nominato aiutante di campo del generale Castaños e seguì i movimenti dell'esercito in Estremadura, Galizia e Castiglia.
Terminata la guerra, si sposó il 16 giugno 1814 con María de la Encarnación Álvarez de las Asturias Bohórquez, figlia del duca di Gor, e il re Fernando VII lo nominó brigadiere effettivo. Successe a sua madre nel titolo ducale alla morte di quest'ultima nel 1828. Con tale, importante posizione, fu nominato poco dopo Gentiluomo Grande di Spagna con esercizio e servitù del re.
A causa delle sue simpatie per il movimento del Triennio liberale fu, dopo il suo fallimento, spogliato dei suoi onori di palazzo con il noto Decreto de Andújar e reinstaurato in quelli solo nel 1829 a seguito del matrimonio del monarca con Maria Cristina di Borbone-Due Sicilie. 
Con l'ascesa al trono della nuova regina Isabella II nel 1833 la sua sorte cambió drasticamente, godendo della totale confidenza della regina governatrice. Senatore per la provincia di Toledo nel 1834, nel 1839 gli fu conferita la Gran Croce dell'Ordine di Carlo III e fu nominato per la sua prima posizione a Palazzo, quella di cavallerizzo maggiore della regina.
Nel 1845 fu nominato senatore a vita e, due anni dopo, ottenne il grado di Maresciallo di campo, con il quale prestò servizio dal giugno del 1847 come primo capo Comandante Generale delle Guardie Reali Alabardate.
Nel 1854 cessó come cavallerizzo e occupó per un mese la Sommellieria dei Corpi della Regina. Quest'ultima gli concesse, per i suoi reiterati servizi alla Corona, il Collare dell'Ordine del Toson d'oro il 3 giugno 1851.
Nel 1865 la regina tornò a nominarlo Sommelier de Corps incaricato della Reala Camera, incarico che mantenne fino al rovesciamento della tregina tre anni dopo.
Il suo atteggiamento dopo la rivoluzione, nella quale egli si mantenne fedele alla regina, rifiutandosi di prestare giuramento al re Amedeo I fino a perdere tutti i suoi gradi e onori militari.

## Incarichi, uffici civili e militari
- Senatore a vita per Toledo.
- Notaio Maggiore dei Redditi del Regno di Galizia e del Principato delle Asturie.
- Maresciallo di Campo Cavallerizzo Maggiore, Cacciatore Maggiore e Balestriere Maggiore di Isabella II.
- Sommelier de Corps.
- Capo Superiore Onorario di Palazzo.
- Primo Comandante degli Alabardieri.

## Decorazioni
- Cavaliere del Toson d'Oro.[3]
- Gran Croce di Carlo III.
- Gran Croce di Sant'Ermenegildo.
- Croce per la battaglia di Talavera la Reina.
- Croce del Terzo Esercito.
- Croce della Fuga di Madrid.
- Cavaliere di San Gennaro di Napoli.
- Gran Croce dell'Ordine Imperiale della Rosa del Brasile.